# Comuna Stepok, Andrușivka
Stepok (în ucraineană Степківська сільська рада) este o comună în raionul Andrușivka, regiunea Jîtomîr, Ucraina, formată din satele Korcimîșce și Stepok (reședința).

## Demografie
Componența lingvistică a satului Stepok
     Ucraineană (98,32%)
     Rusă (1,57%)
Conform recensământului din 2001, majoritatea populației satului Stepok era vorbitoare de ucraineană (98,32%), existând în minoritate și vorbitori de rusă (1,57%).